# Kpalimé
Kpalimé is een stad in Togo in de regio Plateaux. Het is het administratief centrum van de prefectuur Kloto. Kpalimé telde in 2010 75.084 inwoners en was hiermee de op drie na grootste stad van het land.

## Geografie
Kpalimé ligt 120 km ten noordwesten van hoofdstad Lomé en 20 km van de grens met Ghana. De stad is gelegen in een heuvelachtig gebied in de nabijheid van Mont Agou (986 m) en Mont Kloto. In de buurt zijn ook de watervallen van Yikpa en Womé.
Het klimaat is koeler dan in de rest van Togo met een gemiddelde jaartemperatuur van 26° C. De meeste neerslag valt in de zomer en de gemiddelde jaarlijkse hoeveelheid neerslag bedraagt 1446 mm.

## Economie
In de streek worden koffie, cacao en palmolie geteeld. 80% van de nationale productie van koffie en cacao komt uit Kpalimé. Verder is er ook bosbouw. Kpalimé is voor deze producten een belangrijk handelscentrum van waaruit de producten langs de weg of per spoor worden vervoerd naar Lomé.

## Bevolking
De grootste bevolkingsgroep zijn de Agome (Ewe).
De stad is sinds 1994 de zetel van het rooms-katholieke bisdom Kpalimé. De Heilige Geestkathedraal werd al gebouwd in 1913 onder Duits bestuur.